# 5485 Kaula
5485 Kaula eller 1991 RQ21 är en asteroid i huvudbältet som upptäcktes den 11 september 1991 av den amerikanske astronomen Henry E. Holt vid Palomarobservatoriet. Den är uppkallad efter William M. Kaula.